# Vim (merk)

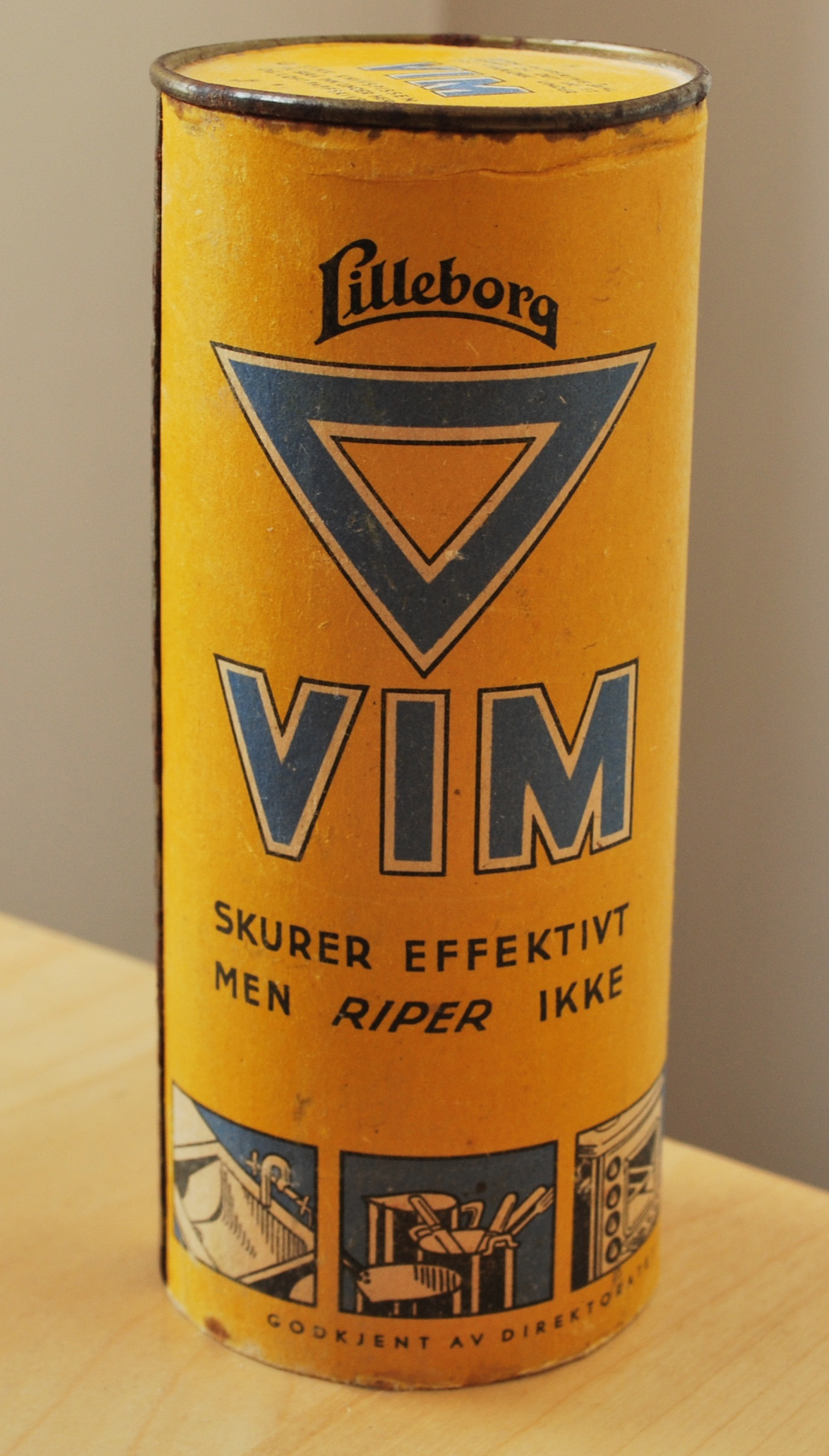
Vim-schuurpoeder

Vim is de naam van een schuurpoedermerk dat in 1904 door de Lever Brothers (William en James) op de Engelse markt werd geïntroduceerd. De naam is afkomstig van het Engelse woord vim, dat fut of energie betekent.
Het poeder, dat verpakt was in een kartonnen cilindrische bus met strooigaatjes aan de bovenzijde, werd een groot succes en al spoedig werd het ook verkocht in andere landen, waaronder in Nederland vanaf 1921. Het concern was inmiddels tot Unilever uitgegroeid. Oorspronkelijk werd dit modern en praktisch poeder ook aangeprezen als schoonmaakmiddel voor automobielen en vensters. Vanaf 1926 werd het enkel voor huishoudelijke doeleinden aanbevolen. Vooral bij het schuren van aanrechten en pannen kwam Vim te pas.
Eind jaren 60 van de 20e eeuw (1971 in Nederland) kwam het vloeibaar schuurmiddel Jif op de markt, dat in 2001 werd omgedoopt in Cif.
Een slogan van Vim was: Vim schuimt en kan niet krassen, maar het voor het schuren gebruikte silicaat werkte niet geheel krasvrij. In het vloeibare schuurmiddel werd dit vervangen door het zachtere calciet.
In sommige delen van de wereld wordt het vloeibaar middel Cif nog onder de merknaam Vim verkocht.
Het merk Vim was lange tijd eigendom van multinational Spotless Group SAS. Producten onder de merknaam Vim werden weer in Nederland geïntroduceerd door Spotless Benelux (voorheen Citin Home Care Products).
In 2015 werd de Spotless Group SAS overgenomen door Henkel en daarmee werd het merk ook eigendom van Henkel. In september 2021 verkocht Henkel het merk Vim aan de Coswell Group in Italië.